# Andrés de Vega
Andrés de Vega (Segovia, 1498 - Salamanca, 1549) fue un filósofo y teólogo franciscano español, participante en el Concilio de Trento y conocido por su doctrina sobre la justificación.

De iustificatione doctrina universa, 1572

## Biografía
Nació en Segovia el año 1498, de familia noble. Sus padres fueron Gundisalvo de La Vega y Leonora de León.
Cursó Artes y Teología en la Universidad de Salamanca, donde tuvo entre sus maestros al franciscano Alfonso de Castro y al dominico Francisco de Vitoria; en ella se licenció en 1535 y se doctoró en 1537.
De 1532 a 1538 regentó la cátedra llamada de Santo Tomás de Aquino y, tal vez, la llamada de Escoto y fue auxiliar de Vitoria en la cátedra de Prima (1536-1537), siendo suyas las qq. 148-170 del comentario de Vitoria a la Secunda Secundae.
Ingresó en la Orden franciscana en el convento salmantino de San Francisco, perteneciente a la Provincia observante de Santiago, el 23 de marzo de 1538. Y hasta que fue enviado al concilio de Trento, continuó en dicho convento enseñando como profesor y participando en los asuntos académicos de la Universidad. En 1541 suscribió con otros teólogos salmantinos un dictamen solicitado por Carlos V, sobre la administración del bautismo a los indios del Nuevo Mundo.
El príncipe Felipe, futuro Felipe II de España lo envió a Trento como uno de los teólogos del cardenal Pacheco, obispo de Jaén. Estaba ya en Trento el día de la apertura del Concilio y asistió a toda la primera etapa, interviniendo en las discusiones relativas al canon de la Sagrada Escritura y a la Vulgata, y, sobre todo, en la sesión VI sobre la justificación y la certeza del estado de gracia; gozó en estas cuestiones de grandísima autoridad por el Opusculum que acababa de publicar.
Trasladado el concilio a Bolonia, él se retiró a Venecia, al convento de San Francisco de la Viña, para ordenar y preparar la edición de su magno comentario al decreto conciliar sobre la justificación. Regresó a España probablemente a principios de 1549. Murió en Salamanca entre el 13 y el 21 de septiembre de 1549. Algunos autores dicen que murió en 1560.

## Obras
Andrés de Vega no es de los autores más prolíficos de su tiempo, pero nos dejó obras que son muy importantes: 
- Opusculum de iustificatione, gratia et meritis, Venecia 1546.
- Tridentini Decreti de iustificatione expositio et defensio, Venecia 1548. San Pedro Canisio, por considerar esta obra como el mejor argumento para contener el luteranismo, preparó una edición de la misma modificando un poco el título: De iustificatione doctrina universa, Colonia 1572.
- Expositio in Regulam Fratrum Minorum, comentario a la Regla de san Francisco de Asís, que circuló en ejemplares manuscritos hoy desaparecidos.

Además, son suyas las qq. 148-170 de los Comentarios de Francisco de Vitoria a la II-II de Santo Tomás de Aquino, editadas por Beltrán de Heredia. Y hay noticias de otras obras suyas que quedaron inéditas y no se las encuentra.